# Galicien (Centraleuropa)
 For alternative betydninger, se Galicien. (Se også artikler, som begynder med Galicien)
Galicien (ukrainsk: Галичина; polsk: Galicja; tysk: Galizien; ungarsk: Gácsország) er en historisk region i det østlige Centraleuropa, i dag delt mellem Polen og Ukraine. Navnet Galicien stammer sandsynligvis fra latin, hvor det betyder "gallisk" (keltisk). Som støtte for denne hypotese er mange mark- og vandløbsnavne.

## Historie
Det slaviske fyrstendømme Galicien eller fyrstedømmet Halytsj (også Galitsch eller Halicz), hvis hovedstad var byen Halych ved Dnjestr, opstod i 1100-tallet, som mod slutningen af århundredet blev slået sammen med det nærliggende Volhynien (også kendt som Vladimir eller Lodomerien) i fyrstendømmet Galicien-Volhynien. Befolkningen var rent slavisk og stod vestslaverne nærmere end de nordlige og østlige russiske fyrstedømmer. De galicisk-volhyniske krøniker fortæller om voldsomme kampe mellem fyrsterne af Halicz og den mægtige og selvrådige adel, bojarerne. Omkring 1060 var Rostislav Vladimirovich, en sønnesøn af Jaroslav den vise, fyrste af Galicien. Med ham kom Rurikslægten til magten til 1188, hvor de blev fordrevet af indre uroligheder, derefter kom Roman Mstislavitsh af Volhynien på tronen.
Han måtte længe kæmpe mod en ungarsk støttet konkurrent til tronen, men sejrede og undertvang bojarerne med hård hånd. I 1205 faldt han i et slag mod polakkerne. Hans søn Daniel Romanovitsh var fem år, og besad tronen kortvarigt til 1206, igen fra 1211-1213 og endeligt fra 1228-1264 blev han udråbt af bojarerne efter at have genindtaget Volhynien. Han blev kronet til konge af Galicien-Volhynien i 1253. Fra 1206 til 1228 kæmpede flere ungarsk og polsk støttede fyrster om magten, blandt andet udråbte kong Andreas af Ungarn sin søn Koloman til konge af Galicien i 1215. Han forblev på tronen til 1219, efterfulgt af Andras og Mstistlavs Mstistlavičs.

### Mongolsk overherredømme
Under Daniels regering faldt mongolerne ind i landet og ødelagde det. Daniel, der forgæves førte forhandlinger med paven for at få et korstog i stand mod mongolerne, så sig 1249 nødsaget til at underkaste sig den mongolske khan Batu og Galicien blev et mongolsk len. Han søgte dog bestandig at løse sig fra dette forhold, og efter at han ved hjælp af kong Bela af Ungarn havde bevæget paven til at prædike korstog mod tatarerne, lod han sig krone til konge af Galicien i 1255 af en pavelig udsending i håb om en forening mellem den græske og den romerske kirke. Daniel begyndte nu, i forventning om hjælp fra Polen, Litauen, Ungarn og Paven, krig mod mongolerne for at befri Sydrusland fra det tatariske åg. Men da hjælpen udeblev, brød Daniel igen med kirken i Rom, og fra 1260 måtte han atter adlyde tatarerne. Hans søn Lev, der også førte titlen konge af Galicien, knyttede sig så tæt til tatarerne, at han endog holdt tatarisk livvagt.

### Polsk overherredømme
Med Andrij 2. Jurievitjs død i 1323 uddøde Rurikslægten i Galicien 1323, og den forrige konge, Jurij I Lvovitjs søstersøn, Jurij II Boleslav (polsk: Bolesław Jerzy II), på tronen. Han trak talrige polske indvandrere med sig til Galicien, der gennem handel var knyttet til Polen. Polakkerne havde for længst bemægtiget sig Vestgalicien, hvor Kraków allerede i begyndelsen af 1100-tallet opfattedes som den polske hovedstad. Da Bolesław døde i 1340, besatte den polske konge Kasimir III landet og oprettede hovedstad i Lwów (Lviv), mens søsterstaten Volhynien sammen med Kijev kom under litauisk kontrol. Ved Kasimirs død i 1370 fik hans søstersøn, Ludvig af Anjou, den polske og galiciske krone. Efter Ludvigs død i 1382 vedblev Galicien at tilhøre Polen, hvor Vladislav Jagello kronedes til konge efter at have ægtet kong Ludvigs datter, dronning Jadwiga af Polen.
Derefter blev de områder, der indgik i de polske besiddelser opdelt i en række voivodskaber. Det indledte en æra af polske bosættelser blandt den ruthenske befolkning. Armensk og jødisk indvandring fandt samtidigt sted i stort antal. Talrige slotte blev bygget i løbet af denne tid og nogle nye byer blev grundlagt: Stanisławów (Stanyslaviv på ukrainsk, nu Ivano-Frankivsk) og Krystynopol (nu Tjervonohrad).
Galicien var mange gange udsat for indtrængen tartarer og osmanniske tyrkere i 1500- og 1600-tallet, men de blev drevet ud, Under Khmelnytsky oprøret (1648-1654), den polsk-russiske krig i 1654-1667, og Karl Xs angreb på den polsk-litauiske realunion i 1655-1660 led Galicien stor overlast, og under den Store Nordiske Krig i begyndelsen af 1700-tallet kom svenskerne tilbage og hærgede.

### Galicien under Polens tre delinger
Ved Polens første deling blev området annekteret af Østrig i 1772, med det nye navn Kongeriget Galicien og Lodomerien, eller bare Galicien støttende sig på Ungarns historiske krav; hertil føjedes 1786 Bukovina, som Tyrkiet havde måttet afstå til Østrig (1777). Ved Polens sidste deling i 1795 erhvervede Østrig også distriktet Ny- eller Vestgalizien, men ved freden i Wien 1809 blev Vestgalizien med Kraków afstået til Storhertugdømmet Warszawa, og 1810 blev et stykke af Østgalizien, egnen omkring Tarnov, afstået til Rusland. Dette sidste område genvandt Østrig ved freden i Paris 1814. Galicien blev den største, mest befolkede, og nordligste provins af Østrig, og forblev under østrigsk styre frem til sammenbruddet af Østrig-Ungarn mod slutningen af 1. verdenskrig.
Efter Østrigs anneksion af området blev Kongeriget Galicien og Lodomerien (tysk: Königreich Galizien und Lodomerien) et habsburgsk kronland. Det officielle navn var Kongeriget Galicien og Lodomerien med hertugdømmerne Auschwitz og Zator. Efter indlemmelsen af en stor del etnisk polske områder i vest (blandt andet med Fristaden Kraków i 1846), blev navnet ændret til Kongeriget Galicien og Lodomerien, og storhertugdømmet Krakau med hertugdømmerne Auschwitz og Zator (Königreich Galizien und Lodomerien mit dem Großherzogtum Krakau und den Herzogtümern Auschwitz und Zator), hvilket forandrede den geografiske reference til begrebet Galicien.
Hver af disse var formelt separate og listet som sådan i den østrigske kejsers titler. I administrativ henseende udgjorde de derimod en fælles provins. Hertugdømmerne Auschwitz og Zator var små historiske fyrstedømmer vest for Kraków, på grænsen til preussisk Schlesien. Lodomerien fandtes kun på papiret, og havde ikke noget eget territorium.
Det var Østrigs største og nordligste provins fra 1772 til 1918. Lwów (da kendt under det tyske navn Lemberg), som befolkningsmæssigt var domineret af polsk aristokrati, blev hovedstaden i østrigsk Galicien. I tillæg til polakker som beboede næsten alle dele af Galicien, og ukrainere som dominerede i de østlige områder, fandtes også en større jødisk befolkning, hovedsagelig i Øst-Galicien.

### Efter Wienerkongressen
Af Krakau blev der ved Wienerkongressen i 1815 oprettet en fristat, den sidste rest af Polens uafhængighed; efter 1831 blev denne et samlingssted for polske flygtninge, som herfra vedligeholdt forbindelse med de øvrige polske lande, og gentagne gange besatte delingsmagternes tropper Krakau for at holde revolutionære tilbøjeligheder nede. I foråret 1846 udbrød en polsk opstand i Posen og Galicien; denne mislykkedes fuldstændig og gav anledning til, at ruthenerne i Øst-Galicien anrettede frygtelige myrderier på den polske overklasse. I november samme år erklærede delingsstaterne Fristaden Kraków for ophævet; den indlemmedes i Galicien. 1848 udskiltes Bukovina fra Galizien som et særligt forvaltningsområde. Polakkerne i Galicien viste sig efter 1848 tro mod den østrigske centralregering, men tiltvang sig samtidig efterhånden næsten fuldstændig autonomi. I den galiciske landdag havde polakkerne et stort flertal, og de benyttede deres magt til at modarbejde tyskheden og undertrykke ruthenerne; alle embeder var i polske hænder.

### Virkningerne af 1. verdenskrig
Under 1. verdenskrig var der voldsomme kampe mellem russiske på den ene side og tyske og østrigske styrker på den anden. Efter at russerne havde slået de østrigske styrker lige efter krigsudbruddet i 1914, blev de presset ud af en fælles tysk-østrigsk offensiv i 1915.
I 1918 blev Vest-Galicien en del af den nye polske stat, mens den ukrainske befolkning i Øst-Galicien erklærede sig uafhængig. Modsætningen mellem de polske og rutenske indbyggere, der i vinteren 1918-1919 og det følgende forår blandt andet gav sig udslag i blodige kampe om byen Lviv, var medvirkende til at uafhængigheden kun blev et kort mellemspil. Efterfølgende blev også den østlige rutensktalende del af Galicien indtaget af Polen.
Efter Polens indtagelse af Østgalicien var den rutenske befolkning den største minoritet i landet på omkring 15 %, hvilket skabte store spændinger.

### Tysklands besættelse
Molotov-Ribbentrop-pagten førte til, at området øst for floderne San, Vestlige Bug og Neman, herunder en stor del af Galicien, blev overtaget af Sovjetunionen. Da området blev besat af Nazi-tyskland under angrebet på Sovjet i 1941 blev området indlemmet i Generalguvernementet som Distrikt Galizien. Nazisterne betragtede området som arisk og civiliseret, og den ikke-jødiske befolkning blev ikke udsat for de samme forfølgelser som i de ukrainske områder, mens jøderne, der ikke flygtede, blev Holocaustofre.
På samme tid blev konflikterne mellem nationalistiske polske og ukrainske styrker forstærket i Galicien og Volhynien, repræsenteret ved Armia Krajowa (AK) (dansk: ~ Den polske hjemmearmé) og Ukrainska Povstanska Armija (UIA) (dansk: ~ Den ukrainske oprørshær), med UIAs massakre på polakker i Volhynien og Galicien, samt AKs hævnaktioner mod ukrainerne.

### Under Sovjetunionen
Efter krigen blev grænserne fra 1944-1947 godkendt af De Allierede. Polen beholdt kontrol over Vestgalicien med 78,7% polske indbyggere, mens Østgalicien med 64,5 % rutenske indbyggere, i overensstemmelse med Curzonlinjen, der blev fremlagt efter 1. verdenskrig, tilfaldt Sovjetunionen. Som følge af omfattende folkeforflytninger gennemført af de sovjetiske og polske myndigheder blev begge galiciske områder etnisk homogene. I dag er Østgalicien en del af Ukraine.